# NS-Sonderstandesamt
Ein NS-Sonderstandesamt war ein Standesamt, das für spezielle Zwecke in der NS-Zeit geschaffen wurde. Meist kümmerte es sich um die standesamtliche Abwicklung von Todesfällen. Als Namensanhang trugen sie meist die „II“ (römisch Zwei).

## Hintergrund
Die Zuständigkeit regulärer Standesämter für die Führung der Personenstandsregister und Ausstellung von Personenstandsurkunden wurde zu einer Gefahr und Last bei der Durchführung nationalsozialistischer Gewaltverbrechen und ihrer Geheimhaltung. Die notwendigen Beurkundungen (meist Sterbeurkunden) mussten an den Geburtsort, den letzten Wohnort, das Finanzamt und Arbeitsamt sowie an Angehörige der Opfer gesandt werden. Deshalb fälschten sogenannte Sonderstandesämter Todesorte, Todesursachen und Todestage, um die begangenen Verbrechen zu verschleiern.

## Krankenmordanstalten
Für die Beurkundung der Krankenmorde in der Zeit des Nationalsozialismus (euphemistisch als Euthanasie bezeichnet) wurde bei den Tötungsanstalten von Anfang an jeweils ein Sonderstandesamt eingerichtet. Die Standesbeamten waren vertrauenswürdige Polizeibeamte. Durch systematischen Aktenaustausch unter den Anstalten wurde zur Verschleierung der Morde versucht, Häufungen der Todes-, Geburts- und Heimatorte zu vermeiden. Die anzugebende Todesursache war schon bei der Krankenbegutachtung durch den T4-Gutachter in der Krankenakte vorgegeben. Da die hohen Sterbefallnummern in den Sterbeurkunden auffielen, ging man dazu über, häufiger neue Sterbebücher mit dann willkürlich gewählten, unauffällig niedrigen Nummern beginnen zu lassen.
Eine Besonderheit stellte das Standesamt der Irrenanstalt Chełm, ab 1940 eine fiktive Anstalt, für jüdische Patienten dar. Durch die Fälschung des Todesdatums bereicherten sich die T4-Organisatoren zu Lasten der Reichsvereinigung der Juden durch die Abrechnung nicht erbrachter Pflegeleistungen für bereits getötete jüdische Patienten um eine Summe in Höhe von 350.000 RM.

## Konzentrations- und Vernichtungslager

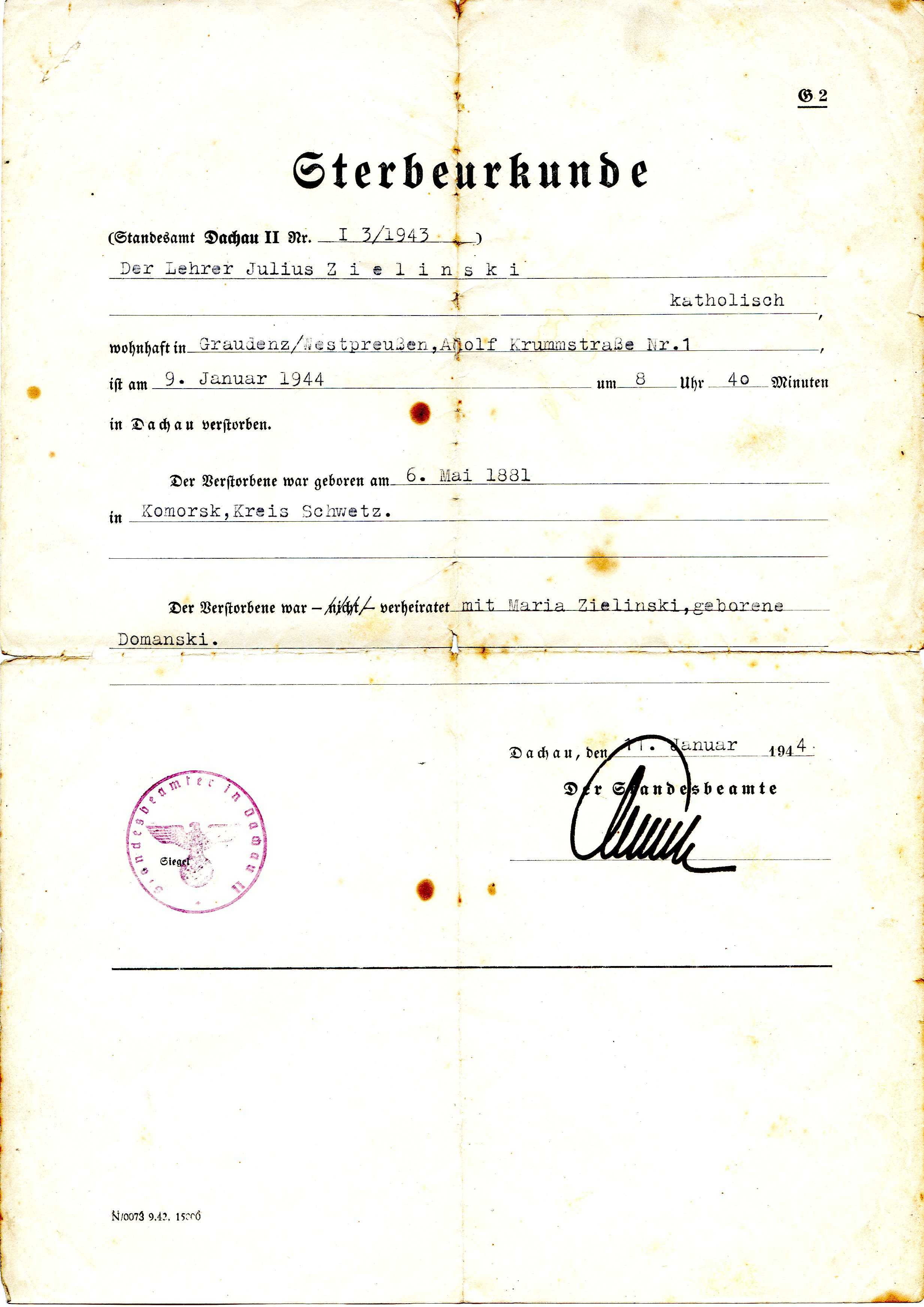
Sterbeurkunde Standesamt Dachau II, 1944

Im April 1939 wurde das Standesamt „Weimar II“ im KZ Buchenwald eingerichtet; „Dachau II“, „Oranienburg II“ und viele weitere folgten. Bei Russen und anderen Sowjetbürgern wurde auf standesamtliche Eintragungen grundsätzlich verzichtet.
Nach Ende der NS-Zeit wurde durch das Land Hessen das Sonderstandesamt Bad Arolsen errichtet, das für die Beurkundung der Sterbefälle von Häftlingen der ehemaligen deutschen Konzentrationslager ausschließlich zuständig ist. Es ist von den NS-Sonderstandesämtern zu unterscheiden.

## Lebensborn
Jedes Lebensborn-Heim besaß sein eigenes Standesamt. Im April 1943 gründete der Lebensborn in München nach Ermächtigung durch das Innenministerium ein eigenes „Sonderstandesamt L“ mit dem Leiter Dr. Erich Schulz. Um die gewaltsame Eindeutschung von ausländischen Kindern zu erleichtern, wurden diese vom Sonderstandesamt L zu „Findelkindern“ erklärt und mit neuen Namen und Geburtsdaten versehen. Die vom Lebensborn geführten Standesamtsunterlagen gingen bei Kriegsende verloren, sodass viele Kinder nichts mehr über ihre leiblichen Eltern erfahren konnten.